# Лос-Осос (Каліфорнія)
Лос-Осос (англ. Los Osos) — переписна місцевість (CDP) в США, в окрузі Сан-Луїс-Обіспо штату Каліфорнія. Населення — 14 465 осіб (2020).

## Географія
Лос-Осос розташований за координатами 35°18′25″ пн. ш. 120°49′30″ зх. д. / 35.30694° пн. ш. 120.82500° зх. д. (35.306954, -120.824915).  За даними Бюро перепису населення США в 2010 році переписна місцевість мала площу 33,11 км², з яких 33,06 км² — суходіл та 0,05 км² — водойми.

## Демографія
Згідно з переписом 2010 року, у переписній місцевості мешкало 14 276 осіб у 5958 домогосподарствах у складі 3836 родин. Густота населення становила 431 особа/км².  Було 6488 помешкань (196/км²).
Расовий склад населення:
| - 86,2 % — білих - 5,2 % — азіатів - 0,7 % — корінних американців - 0,6 % — чорних або афроамериканців - 0,1 % — вихідців з тихоокеанських островів - 3,9 % — осіб інших рас |

До двох чи більше рас належало 3,3 %. Частка іспаномовних становила 13,8 % від усіх жителів.
За віковим діапазоном населення розподілялося таким чином: 17,9 % — особи молодші 18 років, 63,4 % — особи у віці 18—64 років, 18,7 % — особи у віці 65 років та старші. Медіана віку мешканця становила 47,2 року. На 100 осіб жіночої статі у переписній місцевості припадало 95,5 чоловіків;  на 100 жінок у віці від 18 років та старших — 92,6 чоловіків також старших 18 років.
Середній дохід на одне домашнє господарство  становив 82 459 доларів США (медіана — 62 857), а середній дохід на одну сім'ю — 95 169 доларів (медіана — 75 847). Медіана доходів становила 60 772 долари для чоловіків та 45 187 доларів для жінок. За межею бідності перебувало 9,5 % осіб, у тому числі 10,6 % дітей у віці до 18 років та 5,6 % осіб у віці 65 років та старших.
Цивільне працевлаштоване населення становило 7321 осіб. Основні галузі зайнятості: освіта, охорона здоров'я та соціальна допомога — 27,3 %, науковці, спеціалісти, менеджери — 13,1 %, роздрібна торгівля — 11,8 %, мистецтво, розваги та відпочинок — 10,6 %.